# Leasburg, Missouri
Leasburg, Missouri (енгл. Leasburg) град је у америчкој савезној држави Мисури.

## Демографија
По попису из 2010. године број становника је 338, што је 15 (4,6%) становника више него 2000. године.
| Група             | 2000.       | 2010.       |
| Белци             | 318 (98,5%) | 333 (98,5%) |
| Афроамериканци    | 0 (0,0%)    | 0 (0,0%)    |
| Азијати           | 0 (0,0%)    | 0 (0,0%)    |
| Хиспаноамериканци | 2 (0,6%)    | 0 (0,0%)    |
| Укупно            | 323         | 338         |